# Erik Larsen
Erik Larsen   (Herfølge, 20 de febrer de 1928 - municipi de Ringsted, 10 d'abril de 1952) fou un remer danès que va competir durant les dècades de 1940 i 1950.
El 1948 va prendre part en els Jocs Olímpics de Londres, on guanyà la medalla de bronze en la prova del quatre amb timoner del programa de rem. Formà equip amb Børge Raahauge Nielsen, Henry Larsen, Harry Knudsen i Jørgen Ib Olsen. En el seu palmarès també destaquen dues medalles d'or al Campionat d'Europa de rem en scull individual, el 1950 i el 1951.